# Brünnl-Kapelle (Baumgarten)

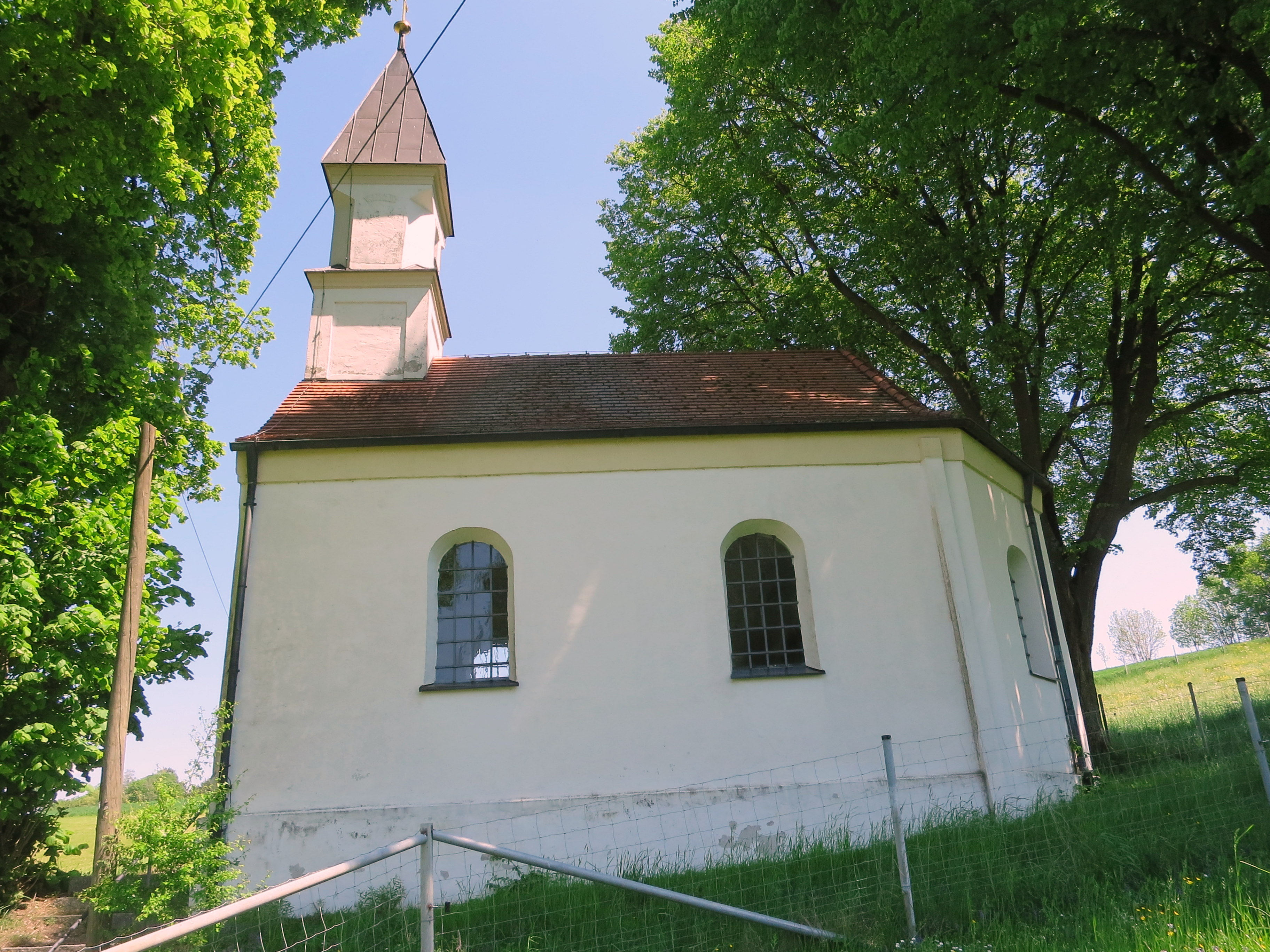
Die Brünnl-Kapelle nahe Baumgarten

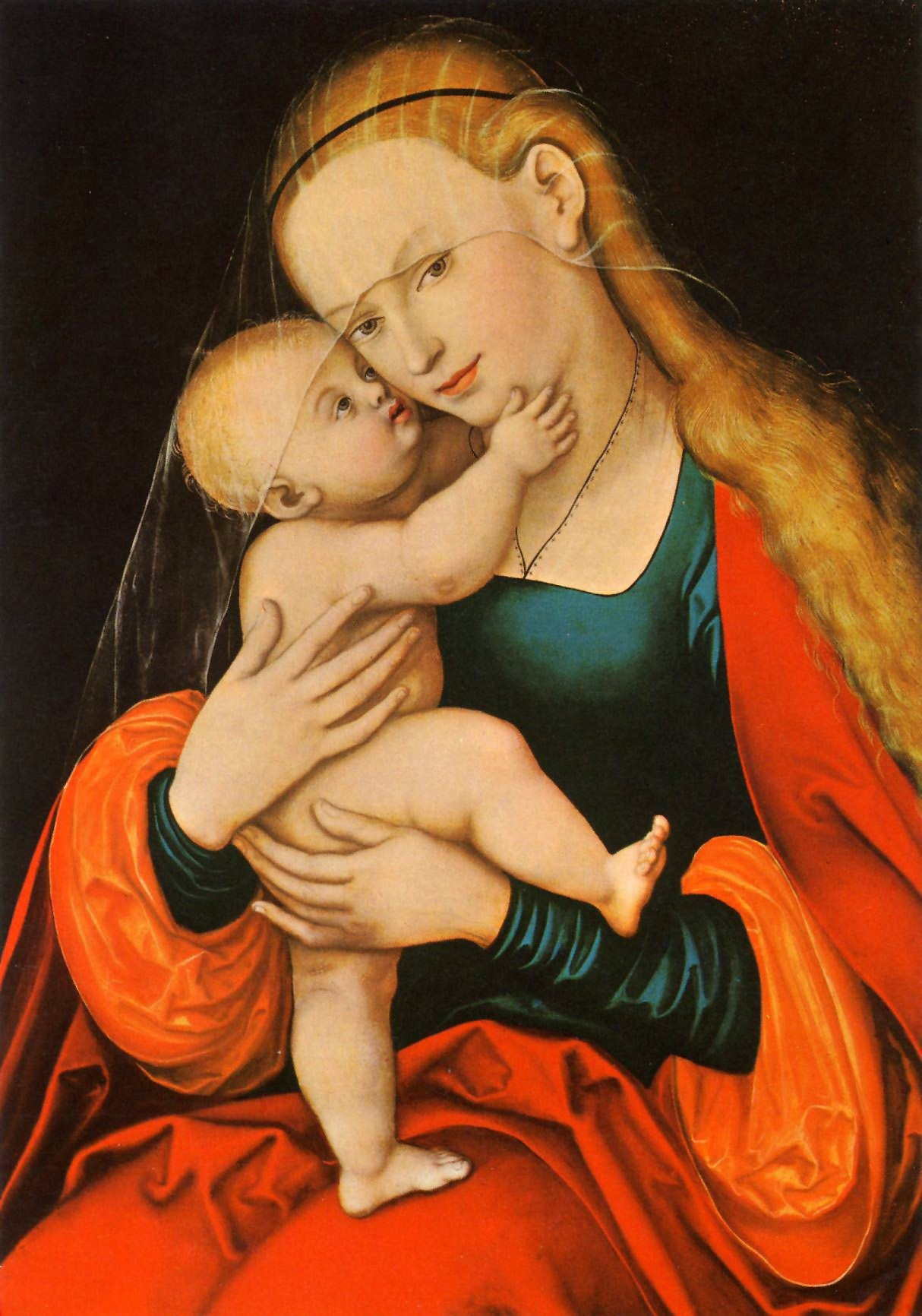
Das Original: „Gnadenbild Mariahilf“, Innsbruck

Die Brünnl-Kapelle – eine Marienwallfahrtskapelle im Ortsteil Baumgarten des Marktes Nandlstadt, Landkreis Freising – ist ein kleiner Saalbau mit Polygonalchor und Giebelreiter, gebaut 1839. Mit ihrer Ausstattung, zu der viele Votivbilder gehören, ist sie ein geschütztes Baudenkmal mit der Aktennummer D-1-78-144-28 des Bayerischen Landesamtes für Denkmalpflege.

## Geschichte

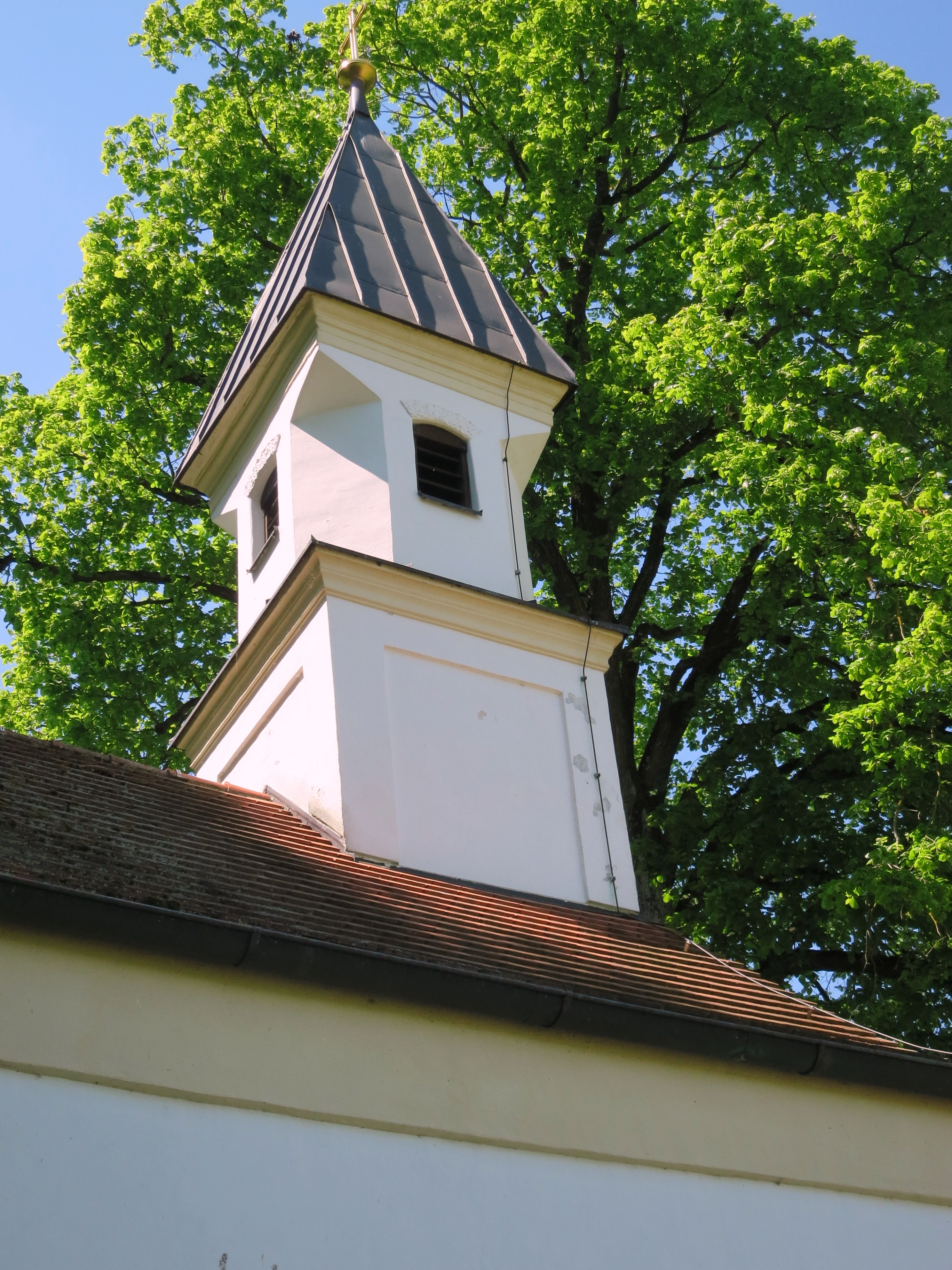
Der stabilisierte Dachreiter-Turm

Erstmals urkundlich erwähnt wurde die Brünnlkapelle 1793. Zu dieser Zeit wurde das Gnadenbild, eine Kopie der Muttergottesdarstellung von Lucas Cranach d. Ä., für die Kapelle gestiftet. Das Original des Bildes befindet sich in Innsbruck. 1804 musste die Kapelle auf Anordnung des Staates abgebrochen werden, das Gnadenbild kam in die Baumgartner Pfarrkirche.
Auf Drängen der Bevölkerung wurde 1838 eine kleinere Kapelle aus Holz auf dem alten Platz direkt an der Quelle erbaut. 1849 begann man hundert Meter oberhalb des alten Standortes einen größeren Kapellenbau. Nach der Fertigstellung wurde die Kapelle am Osterdienstag 1850 eingeweiht.
1976 war eine große Renovierung der Kapelle mit Unterfangarbeiten und neuen Fundamenten nötig. Bei der Neugestaltung des Innenraumes wurden die zahlreichen Votivtafeln, die zum Teil noch aus der alten Kapelle stammen, von der Giebelseite abgenommen, in der Apsis der Kapelle aufgehängt und durch ein Gitter im Chorbogen gesichert. In den 1980er Jahren zeigten sich wieder enorme Risse im Altarbereich und starke Schäden am Stuck des Chorbogens und der Fenster.
Im März 1998 wurde mit einer umfassenden Renovierung begonnen. Dabei wurde das Dach grundsaniert, der Dachstuhl wegen gravierender Mängel teilweise erneuert und der Chorbogen mit Kernbohrverfahren und schwerer Verschraubung – senkrecht und waagrecht – aufgehängt. Der Turm musste stabilisiert und neu eingedeckt werden.

## Ausstattung der renovierten Kapelle 1998
Besonders gut fügte sich nun der neue Altar in die Gnadenbildgruppe ein. Dank der großen Mithilfe der Bevölkerung war es möglich, im September 1998 die Neueinweihung der renovierten Kapelle zu feiern.

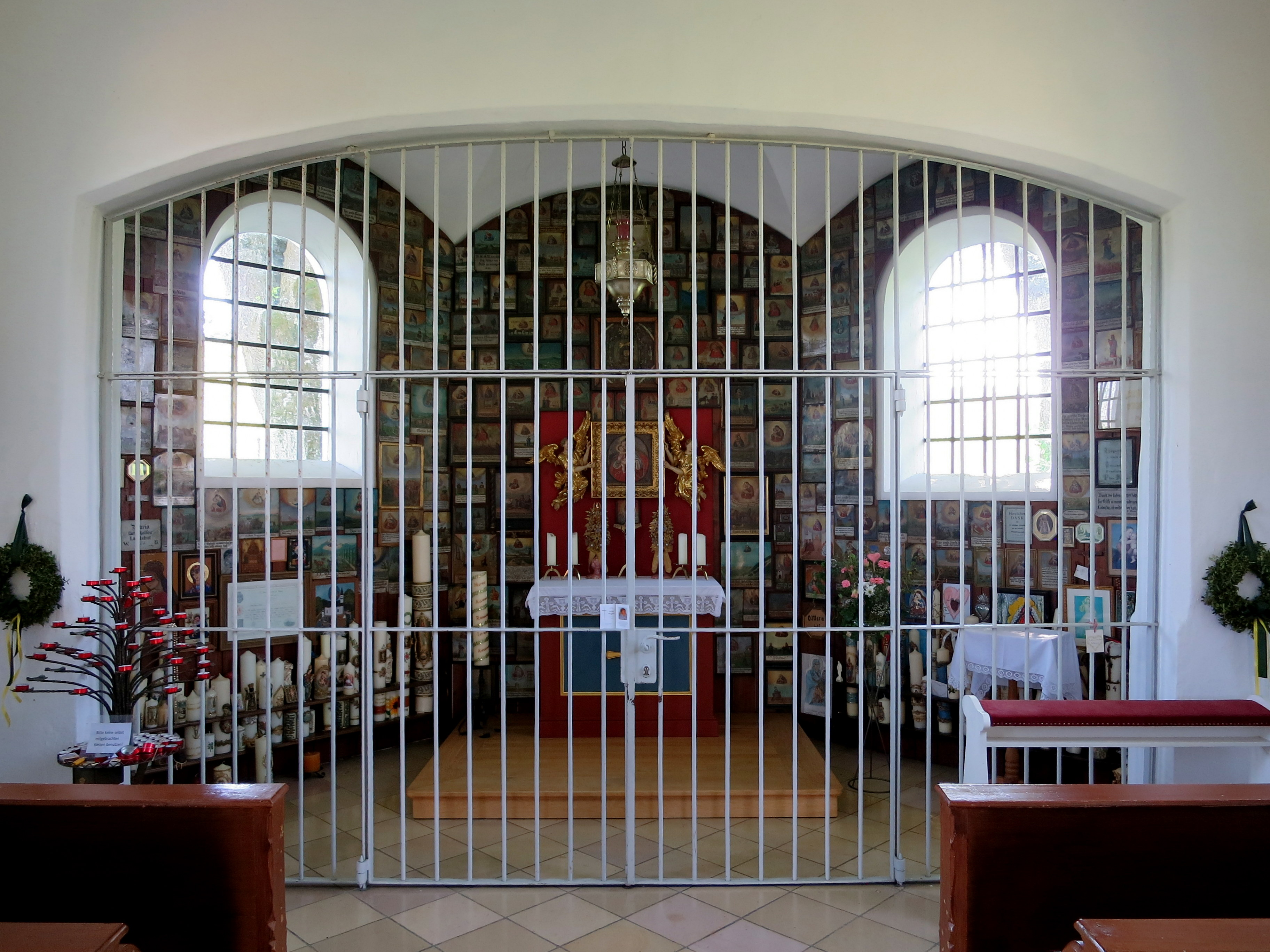
Der Chor, durch ein Gitter abgesichert
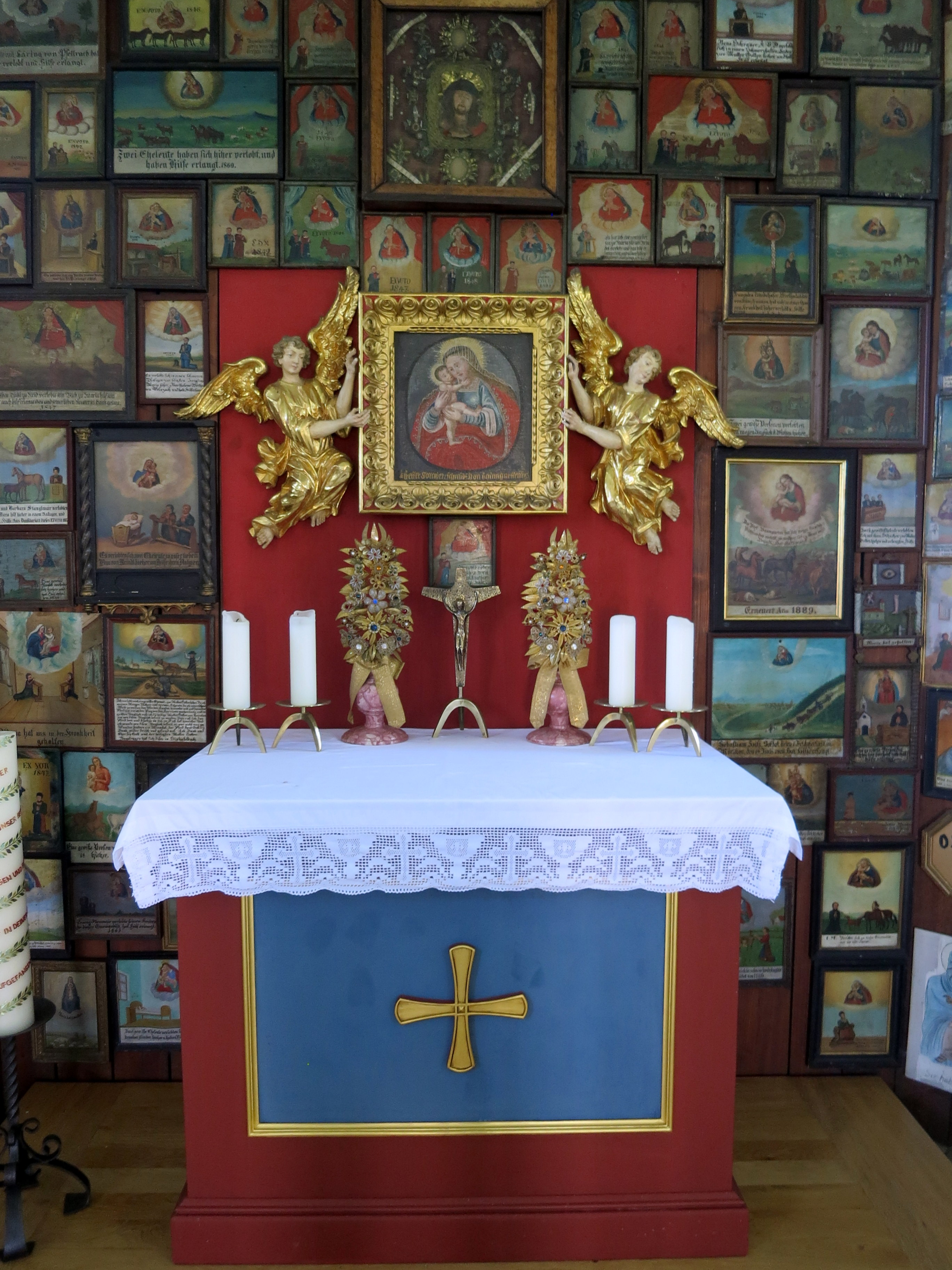
Der Altar, umgeben von Votivbildern
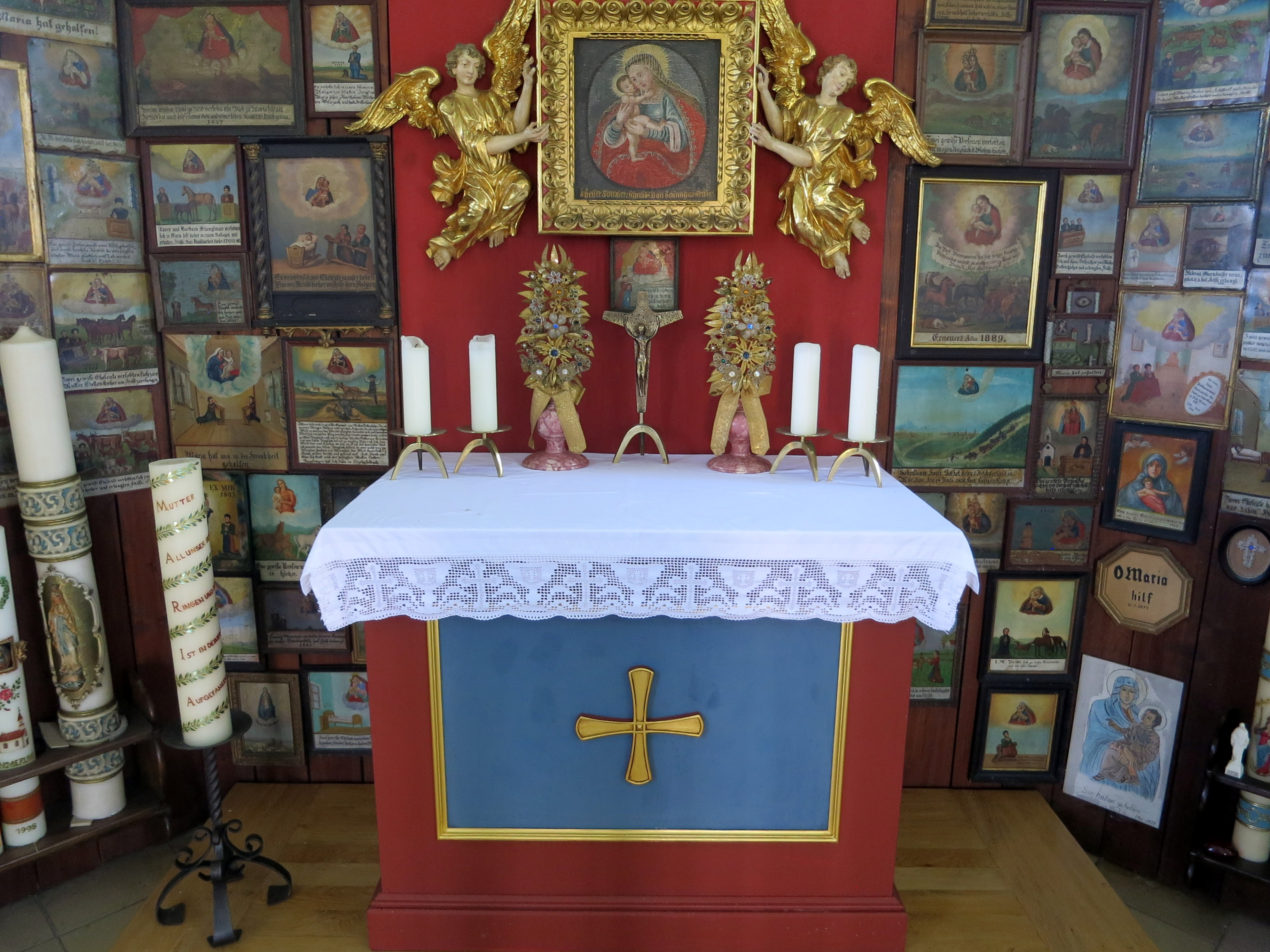
Das Gnadenbild – eine Kopie nach Lukas Cranach
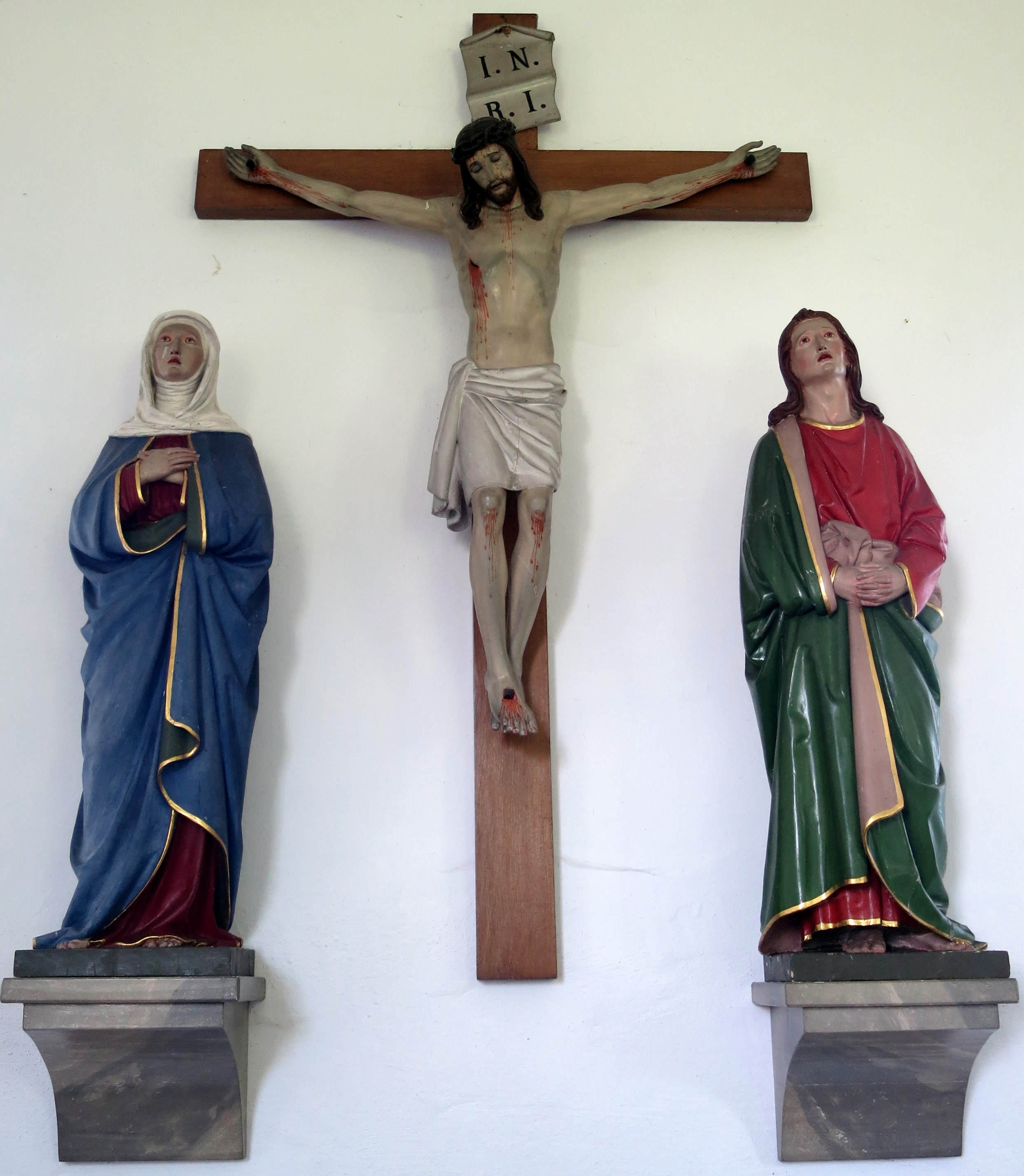
Kreuzgruppe an der Längswand
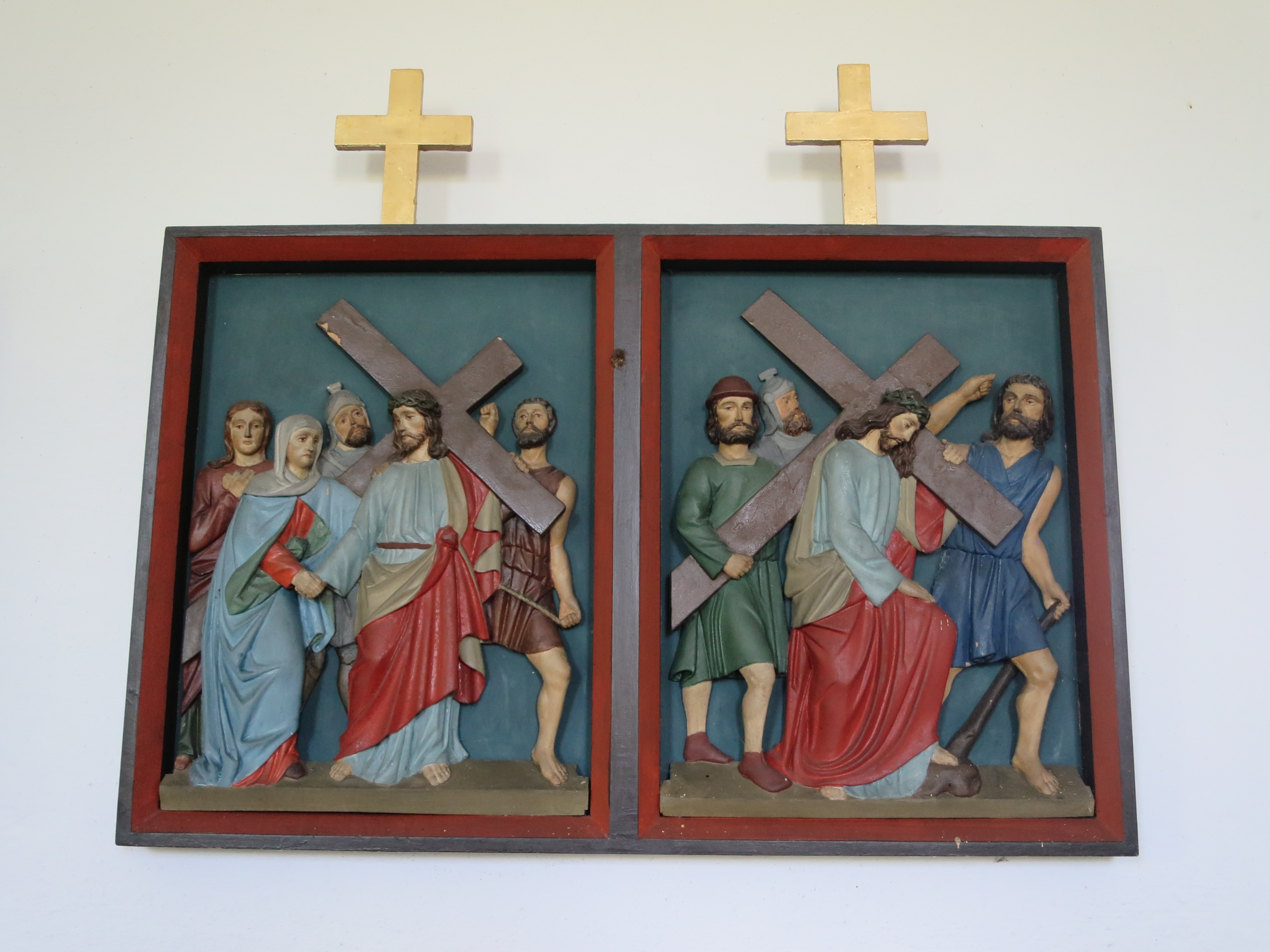
Eine Doppel-Kreuzwegstation

Votivgaben aus neuerer Zeit (1994/95/98/99) geben Zeugnis davon, dass diese Marienkapelle auch heute noch besucht wird. Am Pfingstsonntag 2000 konnte das 150-jährige Jubiläum gefeiert werden.

## Brünnl-Quelle
Im Rahmen einer feierlichen Marienandacht wurde die neu gefasste Quelle eingeweiht. Der eigentliche Ursprung der Brünnl-Wallfahrt ist damit wieder sichtbar und hörbar geworden.